# Romnalda strobilacea
Romnalda strobilacea là một loài thực vật có hoa trong họ Măng tây. Loài này được R.J.F.Hend. & Sharpe miêu tả khoa học đầu tiên năm 1986.